# Ichneumon leucocoxalis
Ichneumon leucocoxalis är en stekelart som beskrevs av Heinrich 1961. Ichneumon leucocoxalis ingår i släktet Ichneumon och familjen brokparasitsteklar. Inga underarter finns listade i Catalogue of Life.